# هاي ميلر
هاي ميلر هو لاعب هوكي الجليد كندي، ولد في 1 يونيو 1883 في Otonabee–South Monaghan ‏ في كندا، وتوفي في 1 يوليو 1944.